# Salomon Barciński
Salomon Barciński (ur. 5 lipca 1850 w Nieszawie, zm. 9 kwietnia 1902 w Łodzi) – przemysłowiec łódzki.

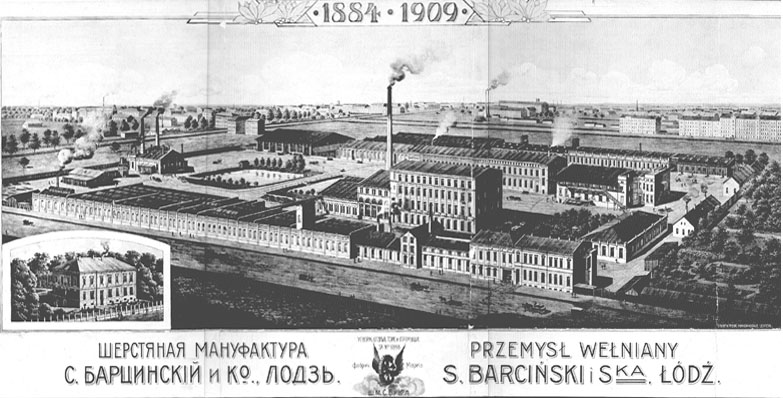
Reklama zakładów Barcińskiego

## Życiorys
Był członkiem „Talmud-Tora”, organizacji skupiającej postępowych Żydów, w końcu lat osiemdziesiątych XIX wieku w Łodzi. W 1884 roku założył fabrykę wyrobów wełnianych przy ulicy Tylnej 6, a dwa lata później powstała przędzalnia, tkalnia i wykończalnia wyrobów wełnianych i półwełnianych – jedno z pierwszych łódzkich przedsiębiorstw oświetlanych elektrycznie.
Jego żoną była Róża Rozalia Birnbaum (ur. 1853, zm. 1929), córka Izydora Birnbauma. Mieli trzech synów: Henryka (1876–1940?), Stefana (1878–1939) i Marcelego (1881–1929). Pochowany został na nowym cmentarzu żydowskim.
W 1921 zakłady Barcińskiego zamieniono w Spółkę Akcyjną pod nazwą Przemysł Wełniany S.Barciński i S-ka. Po wojnie zakładom nadano nazwę Państwowe Zakłady Przemysłu Wełnianego nr 3 im. 9 maja.